# مثلث هوسويا
مثلث هوسويا (المعروف في الأصل باسم مثلث فيبوناتشي  A058071) هو ترتيب مثلثي للأرقام (مثل مثلث باسكال) يعتمد على أرقام فيبوناتشي. كل رقم هو مجموع الرقمين أعلاه إما في القطر الأيسر أو القطر الأيمن.

رسم تخطيطي يوضح أول 12 صفًا من مثلث هوسويا

## اسم
استخدم اسم "مثلث فيبوناتشي" أيضًا للمثلثات المكونة من أرقام فيبوناتشي أو الأرقام ذات الصلة  أو المثلثات ذات أضلاع فيبوناتشي ومساحة متكاملة،  وبالتالي فهي غامضة.

## تكرار
الأرقام في هذا المثلث تتبع علاقات التكرار
{\displaystyle H(0,0)=H(1,0)=H(1,1)=H(2,1)=1}
و
{\displaystyle {\begin{aligned}H(n,j)&=H(n-1,j)+H(n-2,j)\\&=H(n-1,j-1)+H(n-2,j-2).\end{aligned}}}

## العلاقة مع أرقام فيبوناتشي
المدخلات في المثلث تحقق
{\displaystyle H(n,i)=F(i+1)\cdot F(n-i+1)}
وبالتالي، فإن القطرين الخارجيين هما أرقام فيبوناتشي، في حين أن الأرقام الموجودة على الخط العمودي الأوسط هي مربعات أرقام فيبوناتشي. كل الأرقام الأخرى في المثلث هي حاصل ضرب رقمين فيبوناتشي مختلفين أكبر من 1. مجموع الصفوف هو أول أرقام فيبوناتشي الملتوية.